# برنامج ويكي

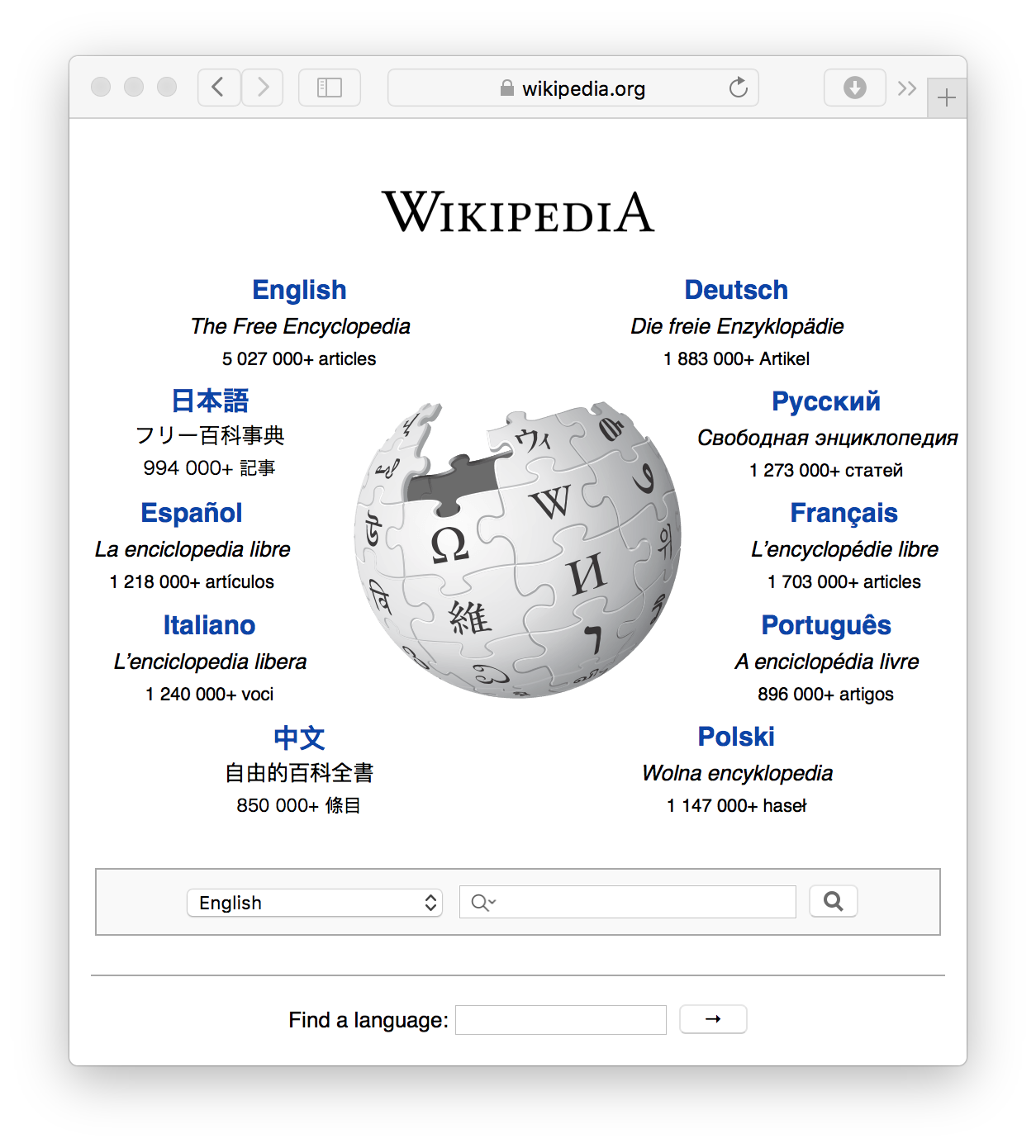

برنامج ويكي هو تطبيق على شبكة المعلومات الدولية يعتمد تقنية ويكي لإدارة محتويات الموقع، فيسمح للمستخدمين بإنشاء وتعديل الصفحات بصورة تشاركية. برنامج ويكي يسمى أيضاً محرك ويكي Wiki Engine.
يمكن القول أن هذا التطبيق هو ويكى إذا توافرت فيه خاصيتان:
- إمكانية تعديل الصفحات بواسطة الزائر (أو الأعضاء المصرح لهم) دون الحاجة لأى تطبيق آخر من أي نوع.
- إمكانية إدراج رابط لصفحة لم تنشأ بعد عن طريق كلمات الويكي WikiWords

ما هي كلمات الويكي؟:
 هي طريقة لكتابة كلمات داخل صفحة ويكي بحيث تتحول إلى رابط لصفحة أخرى داخل الويكي نفسه. فمثلا حين كتابة مقالا عن فلسطين سوف يأتي ذكر القدس وغيرها من المدن الفلسطينية، ولأنه لا يمكن شرح كل كلمة وردت في المقالة في نفس الصفحة فيتم وضع كلمة القدس في صورة رابط داخلي (بهذه الصورة: القدس) وعند الضغط عليه ينقل القارئ إلى صفحة مستقلة عنوانها «القدس».
ما معنى «صفحة لم يتم إنشاؤها بعد»؟
في المواقع العادية عند عمل رابط لصفحة بعنوان (القدس) مثلا يجب أن يكون للقدس صفحة موجودة فعلا لكي أشير إليها. لكن مع ويكي لا يهم، حيث يمكن وضع رابط لصفحة غير موجودة، وهنا سيظهر الرابط بلون أحمر، وعند الضغط عليه سيفتح صفحة تمكن من إنشاء مقالة بذلك الاسم الجديد.

## المصدر
موقع تدوين  تحت ترخيص Creative Commons (بتصرف)